# 8155-ös mellékút (Magyarország)
A 8155-ös számú mellékút egy bő 6 kilométer hosszú, négy számjegyű mellékút Komárom-Esztergom vármegye déli részén. Kecskédet kapcsolja össze egyrészt Oroszlány városával, másrészt a Tatabánya-Kisbér közti 8135-ös úttal.

## Nyomvonala
Környe külterületén, a település központjától jó 3 kilométerre délnyugatra ágazik ki a 8135-ös útból, annak 10+300 kilométerszelvénye közelében, dél-délkelet felé. Kevéssel ezután áthidal egy kisebb vízfolyást, amelynek túlsó partján már Kecskéd területén folytatódik. Keresztezi a már nem üzemelő Környe–Pápa-vasútvonal vágányait, az egykori Kecskéd megállóhely keleti szélénél, majd, még az 500-as méterszelvénye előtt belép a település házai közé. Először Vasút utca néven húzódik, majd 1,4 kilométer után, a központban dél-délnyugati irányba fordul és Fő utca lesz a neve. 2,6 kilométer után éri el a belterület déli szélét, majd szinte teljesen délnek fordul.
4,3 kilométer után éri el Oroszlány határszélét, innen egy darabig a határvonalat kíséri, de még az ötödik kilométere előtt teljesen belép a város területére, Kecskédi utca néven. Utolsó, bő egy kilométerén keleti irányban halad, a Dózsa György utca nevet viselve, közben keresztezi a Tatabánya–Oroszlány-vasútvonal vágányait is, Oroszlány vasútállomás térségének északi szélénél. A városközpontban ér véget, beletorkollva a 8143-as út 2+600-as kilométerszelvényénél lévő körforgalomba.
Teljes hossza, az országos közutak térképes nyilvántartását szolgáló kira.gov.hu adatbázisa szerint 6,427 kilométer.

## Települések az út mentén
- (Környe)
- Kecskéd
- Oroszlány